# Asnières (Eure)
Asnières ist eine französische Gemeinde mit 338 Einwohnern (Stand 1. Januar 2022) im Département Eure in der Region Normandie (vor 2016 Haute-Normandie). Sie gehört zum Arrondissement Bernay und zum Kanton Beuzeville. Die Einwohner werden Asniérois genannt.

## Geografie
Asnières liegt etwa 35 Kilometer südöstlich von Le Havre im Pays d’Auge an der Calonne. Umgeben wird Asnières von den Nachbargemeinden Saint-Pierre-de-Cormeilles im Nordwesten und Norden, Morainville-Jouveaux im Nordosten, Bailleul-la-Vallée im Osten, Piencourt im Süden, Fumichon im Südwesten, Moyaux im Westen sowie Le Pin im Westen und Nordwesten.

## Bevölkerungsentwicklung
| 1962                       | 1968 | 1975 | 1982 | 1990 | 1999 | 2006 | 2019 |
| -------------------------- | ---- | ---- | ---- | ---- | ---- | ---- | ---- |
| 241                        | 308  | 218  | 217  | 201  | 216  | 228  | 340  |
| Quellen: Cassini und INSEE |      |      |      |      |      |      |      |

## Sehenswürdigkeiten
- Kirche Saint-Gervais aus dem 12. Jahrhundert mit Umbauten ab dem 17. Jahrhundert
- Pfarrhaus aus dem 18. Jahrhundert
- Burg Asnières aus dem 11. Jahrhundert, im 17./18. Jahrhundert umgebaut
- Schloss Saint-Gervais aus dem 16./17. Jahrhundert mit späteren Umbauten
- Herrenhaus aus dem 16. Jahrhundert
- Herrenhaus von La Fontaine Belle-Eau
- Mühlen

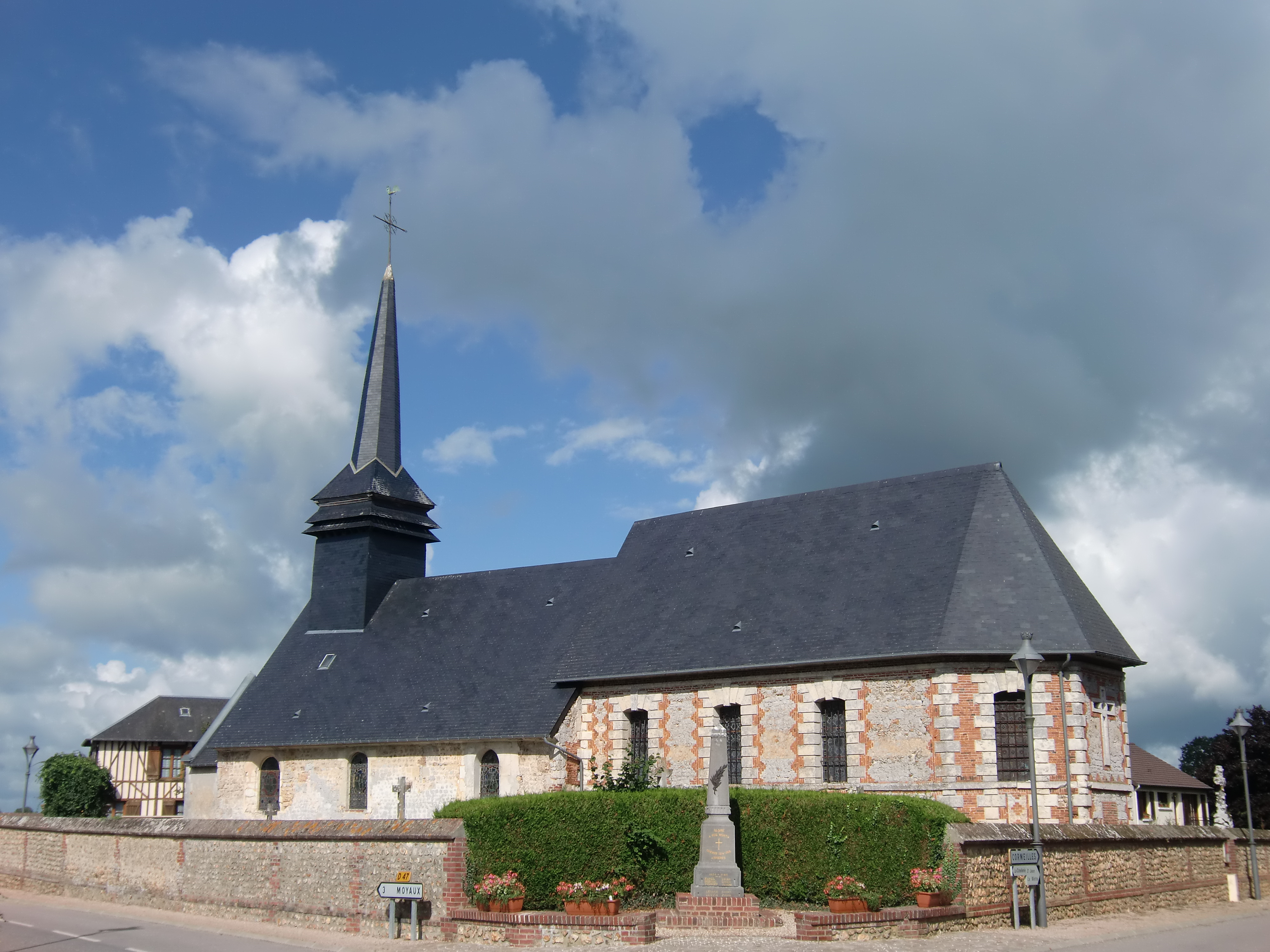
Kirche Saint-Gervais
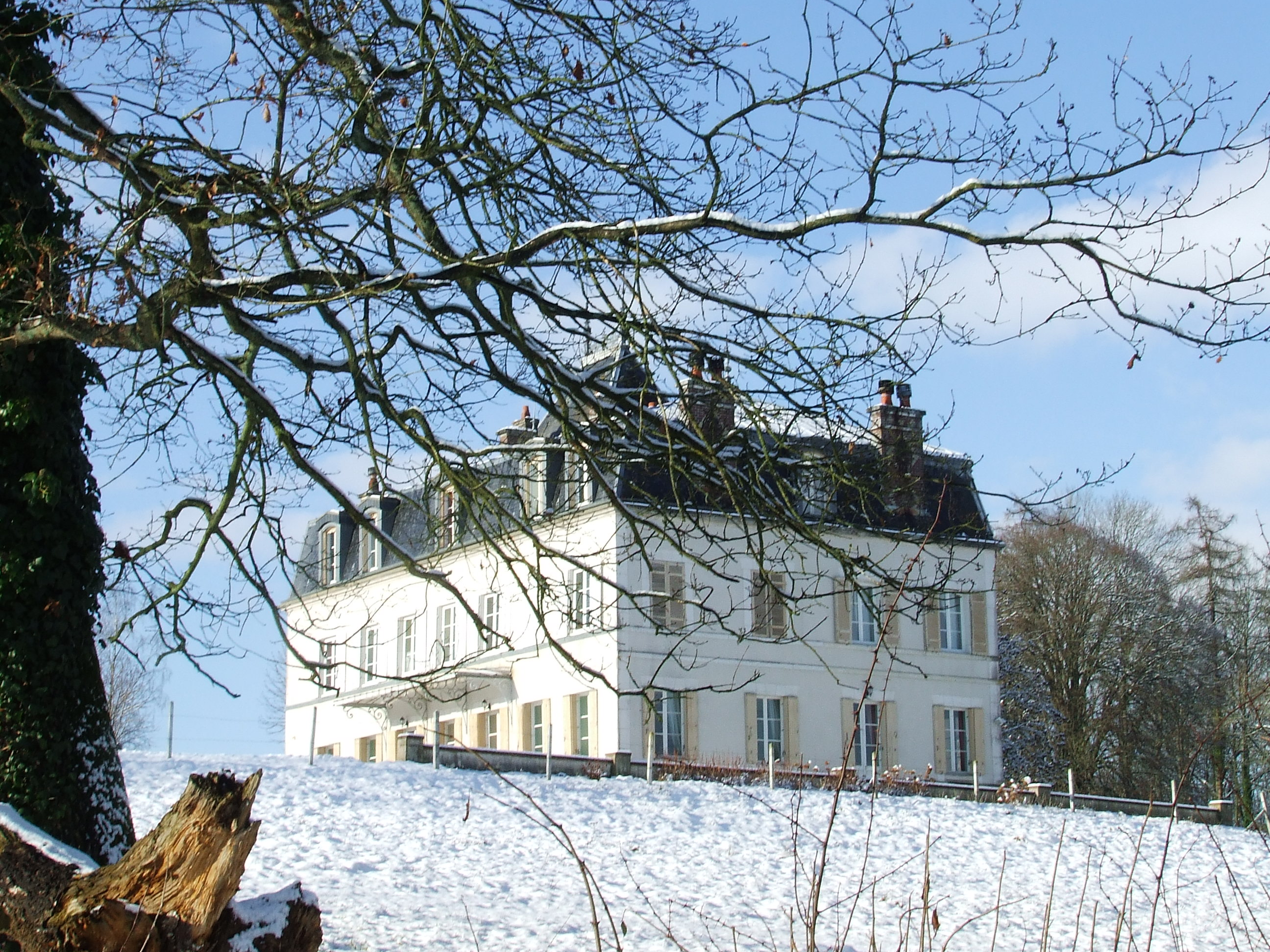
Schloss Saint-Gervais